# 想い出はいつも
想い出はいつも（おもいではいつも）は、埼玉県草加市の市歌。
作詞：中村八大、西村達郎。作・編曲：中村八大。歌：デューク・エイセス。

## 解説
1988年11月1日、草加市の市歌として採用。歌はデューク・エイセス。
草加市内ではインストゥルメンタルバージョンが夕焼けチャイム、ゴミ収集車の音楽、草加市役所の電話待受音などに採用され、市民に親しまれている。
2018年に草加市60周年を記念し、野崎良太編曲、akiko歌唱のもと「〜60th Anniversary ver.〜」が制作された。